# Bram Dewit
Bram Dewit (Port-au-Prince, 27 oktober 1982) is een Belgisch voormalige handbalspeler, die onder andere in de hoogste Franse afdeling speelde.

## Biografie
Bram Dewit werd kort na de geboorte te vonde gelegd. Kort nadien werd hij geadopteerd door de familie Dewit uit Hasselt. Hij startte op 10-jarige leeftijd met handbal.
Dewit speelde al van kinds af bij Initia Hasselt, alwaar hij ook vanaf het seizoen 1999-2000 in de eerste ploeg zat. Hier speelde hij tot seizoen 2003-2004, waarna hij voor het volgende seizoen naar Sporting Neerpelt ging.
Vervolgens ging hij naar de handbalclub van Ajaccio (Corsica) om na 2 seizoen daar te verkasten naar Cesson dat in de hoogste afdeling speelt in Frankrijk. Na een voetblessure veranderde hij naar Sémur-en-Auxios, in de tweede afdeling actief. Van 2014 tot 2016 was hij actief bij Initia Hasselt als speler en sportief manager. Als speler raakte hij daar tijdens de Beneleague Final Four in 2014 dermate ernstig geblesseerd dat het meteen het einde van zijn actieve carrière betekende.
Hij behaalde tevens een bachelor in de financiën en verzekeringen.